# Il figlio di Pulcinella
Il figlio di Pulcinella è una commedia scritta da Eduardo De Filippo nel 1957, inserita dall'autore nella raccolta Cantata dei giorni dispari. Pubblicata per la prima volta nel numero 170 di giugno 1960 della rivista teatrale "Sipario".
La divisione in tre atti è però solo della versione pubblicata: la prima, avvenuta al Teatro Quirino di Roma il 20 ottobre 1962, vide la commedia strutturata in due tempi e diciotto quadri.

## Trama
Pulcinella è vecchio e solo, abbandonato dal padrone, il barone Vofà-Vofà. Questi lo richiama solo per sfruttarlo per la sua campagna elettorale poiché egli è amico del popolo. Anche i servi del barone fanno moine a Pulcinella, che essendo credulone si lascia abbindolare da tutti.
Dall'America torna a sorpresa John, il suo figlio segreto: anche lui ha la maschera ma non vuole portarla, in quanto preferisce dire la verità a tutti, ribellandosi per certe situazioni. Nato il nuovo Pulcinella, il vecchio può anche morire.